# Steingutfabrik Grünstadt
Die Steingutfabrik Grünstadt war eine bedeutende keramische Firma in Grünstadt und entstand aus der Frankenthaler Porzellanmanufaktur.

## Geschichte

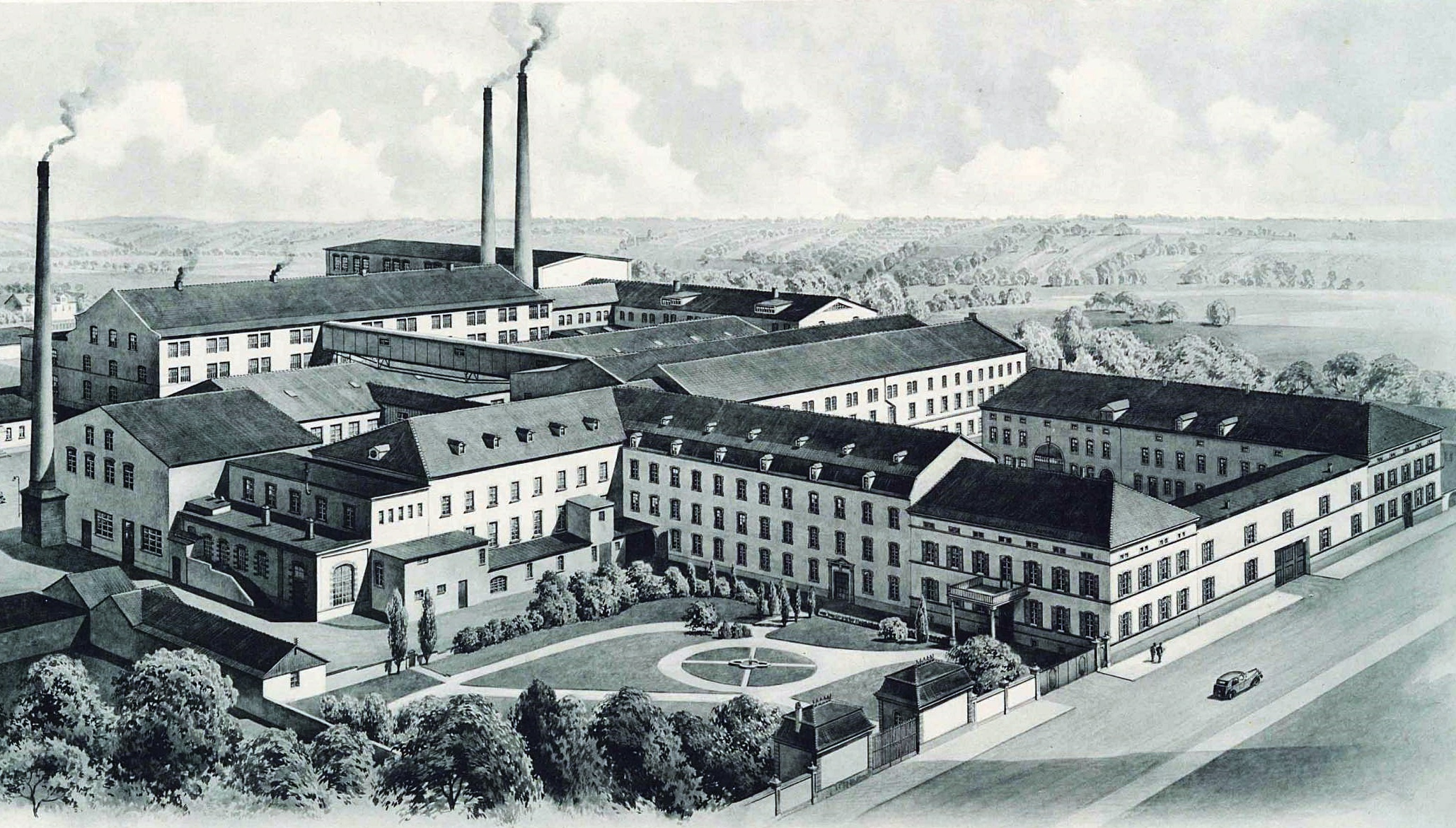
Steingutfabrik Grünstadt, um 1920

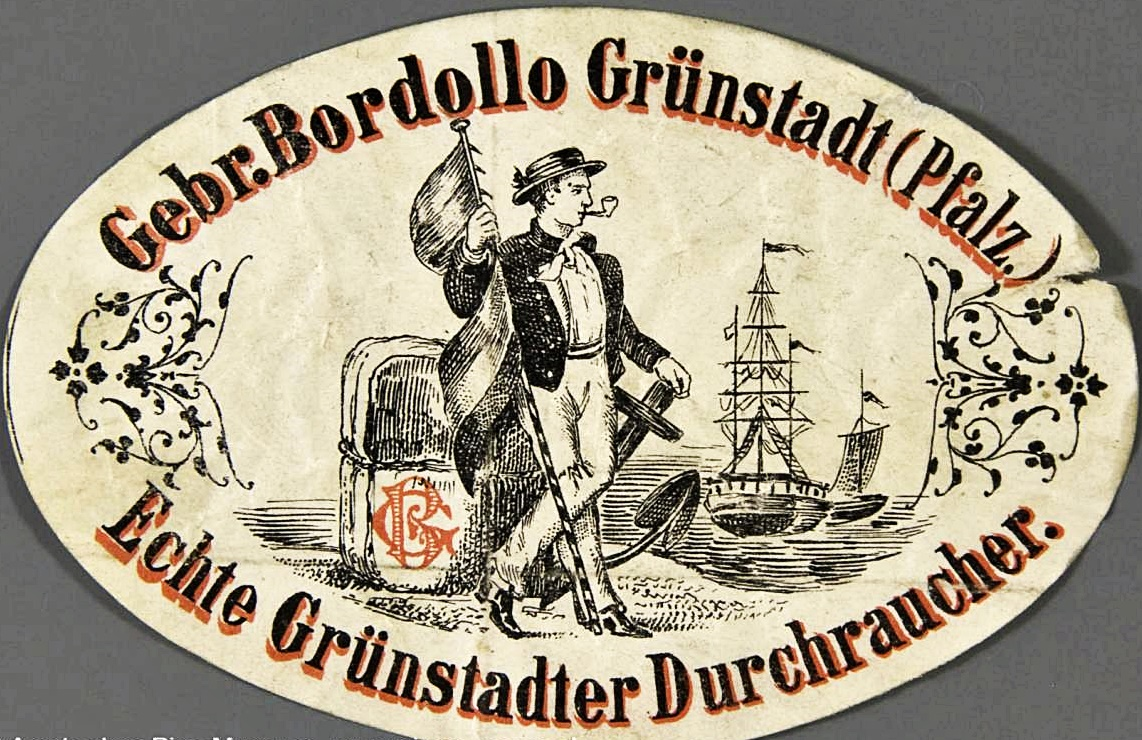
Pfeifen-Reklameschild, um 1865

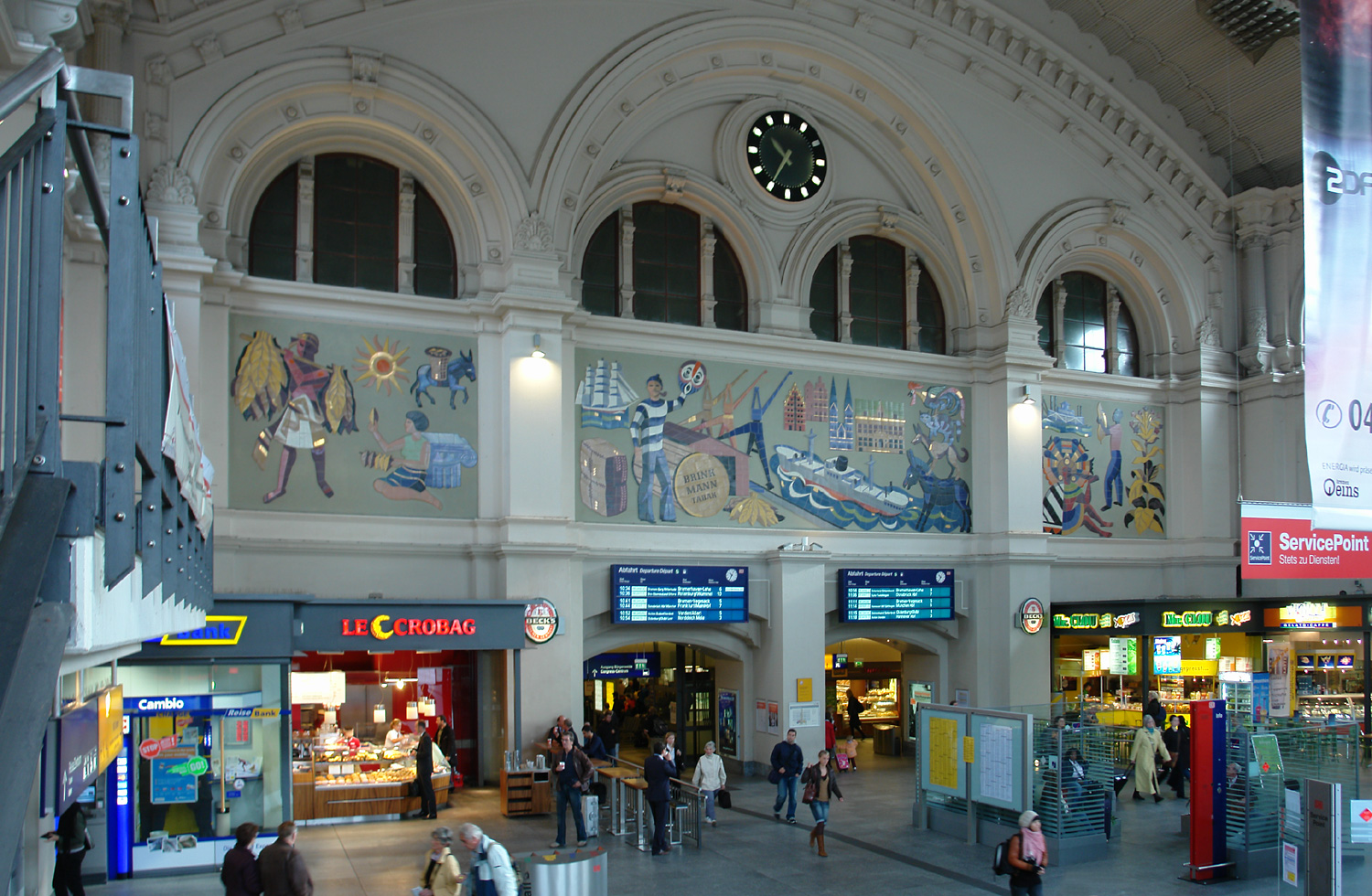
Keramikbild der Steingutfabrik Grünstadt im Hauptbahnhof Bremen

Johann Nepomuk van Recum  (1753–1801) war der letzte Besitzer der Frankenthaler Porzellanmanufaktur. Wegen Rohstoffmangel stellte er die Porzellanproduktion in Frankenthal 1799 ein und übersiedelte mit den Formen und Geräten, sowie einigen Mitarbeitern, in seine Heimatstadt Grünstadt, wo Fayence-Erde bzw. Ton aus den nahen Ortschaften Asselheim, Lautersheim und Hettenleidelheim als Rohmaterial zur Verfügung stand. Hier gründete er 1801 die spätere Steingutfabrik Grünstadt. Am 20. März 1801 pachtete der Unternehmer den vom französischen Staat annektierten Leininger Unterhof, eines der Grünstadter Residenzschlösser der Leininger Grafen und verlegte sein Werk dort hinein. Es blieb an diesem Platz bis 1973. Van Recum starb schon im Oktober 1801; seine Witwe Anna Margaretha geb. Jacquemare (1767–1833) führte den Betrieb mit den Kindern fort und erwarb 1805 Schloss Unterhof käuflich vom Staat.
Schloss und Fabrik gingen 1812 an die Brüder Bernhard Bordollo und Wilhelm Bordollo über. Ihre Familie betrieb die Firma mehr als 100 Jahre lang. Auch nach Umwandlung in eine AG., im Jahre 1900, behielt sie einen Aktienanteil. Hatte man ursprünglich nur Fayencenkeramik produziert, wechselte man nach und nach zu der haltbareren Steingutware, die ab 1818 noch ausschließlich gefertigt wurde. Nachweislich hat man in Grünstadt auch mit alten Frankenthaler Porzellanformen gearbeitet, bekannt ist u. a. ein hier produzierter Briefbeschwerer mit nacktem liegenden Knaben, modelliert von Johann Peter Melchior. Als König Ludwig I. von Bayern mit seiner Gattin Therese 1829 die damals zu Bayern gehörende Pfalz bereiste, besuchte das Paar am 14. Juni 1829 auch Grünstadt. Beide wurden hier von Bürgermeister Bernhard Bordollo empfangen. In einem zeitgenössischen Bericht heißt es, dass der Monarch sich nach dem Gedeihen der hiesigen Steingutfabrik erkundigte und die „allergnädigste Landesmutter (Königin) geruhte, sich eine Tasse als Probe von dem Fabrikate auszubitten“. Offenbar war für die Majestäten also bereits damals Grünstadter Steingut ein Begriff und sie zeigten lebhaftes Interesse daran. Das Werk expandierte zur größten Fabrik der Stadt und erlangte überregionale Bedeutung. Der Export erfolgte sowohl in die USA und nach Kanada als auch auf den Balkan bzw. in die Türkei. Neben Zier- und Gebrauchsgeschirr stellten Pfeifenköpfe, später auch Uhrenzifferblätter die Hauptprodukte dar. Die Firma war mit einem reichhaltigen Sortiment 1854 auf der Ersten Allgemeinen Deutschen Industrieausstellung vertreten, 1867 beschäftigte sie ca. 70 Mitarbeiter und wurde in der mehrbändigen Landesbeschreibung „Bavaria“ gerühmt für ihre Keramikpfeifen, 1873 stellte man das Pfeifensortiment als herausragendes deutsches Produkt auf der Wiener Weltausstellung aus. Mit Wilhelm Bordollos Enkel Josef Anton Bordollo (1852–1935), Bürgermeister und Ehrenbürger von Grünstadt, schied 1927 das letzte Familienmitglied aus dem Unternehmen aus. Er besaß damals aber bereits nicht mehr die Mehrheit der Anteile.
1934 erwarb der Keramikfachmann Heinrich Kalau vom Hofe (1903–1988), Sohn des Konteradmirals Eugen Kalau vom Hofe (1856–1935), die Steingutfabrik Grünstadt. Er emigrierte 1939 nach Südamerika, blieb aber Besitzer, kehrte 1953 zurück und war Firmenchef bis 1969. 1954 beschäftigte der Betrieb 267 Mitarbeiter. 1957 fertigte er im Bremer Hauptbahnhof ein über 20 m breites, keramisches Werbe-Wandbild für die Tabakfirma Martin Brinkmann AG. Später durch Leuchtreklamen überdeckt, hat man es als Zeitzeugnis der 1950er Jahre wiederentdeckt und restauriert. Es ist nunmehr als Kulturdenkmal geschützt, heute eine der besonderen Zierden der dortigen Bahnhofshalle und ein dauerhaftes Denkmal für die untergegangene Grünstadter Keramikproduktion. Eine Besonderheit in der Region waren auch die in den 1940er und 1950er Jahren dort fabrizierten Weihnachts- bzw. Osterteller; für viele Pfälzer, die darin als Kinder ihre Nikolausgaben und Osternester fanden, eine unvergessliche Erinnerung. Nach einem Boom in den 1950er und frühen 1960er Jahren ging der Umsatz deutlich zurück; am 25. Februar 1969 wurde ein Konkursverfahren eröffnet, 1971 das bisherige Betriebsgelände (Schloss Unterhof mit Fabrikanbauten) an die Stadt Grünstadt veräußert.

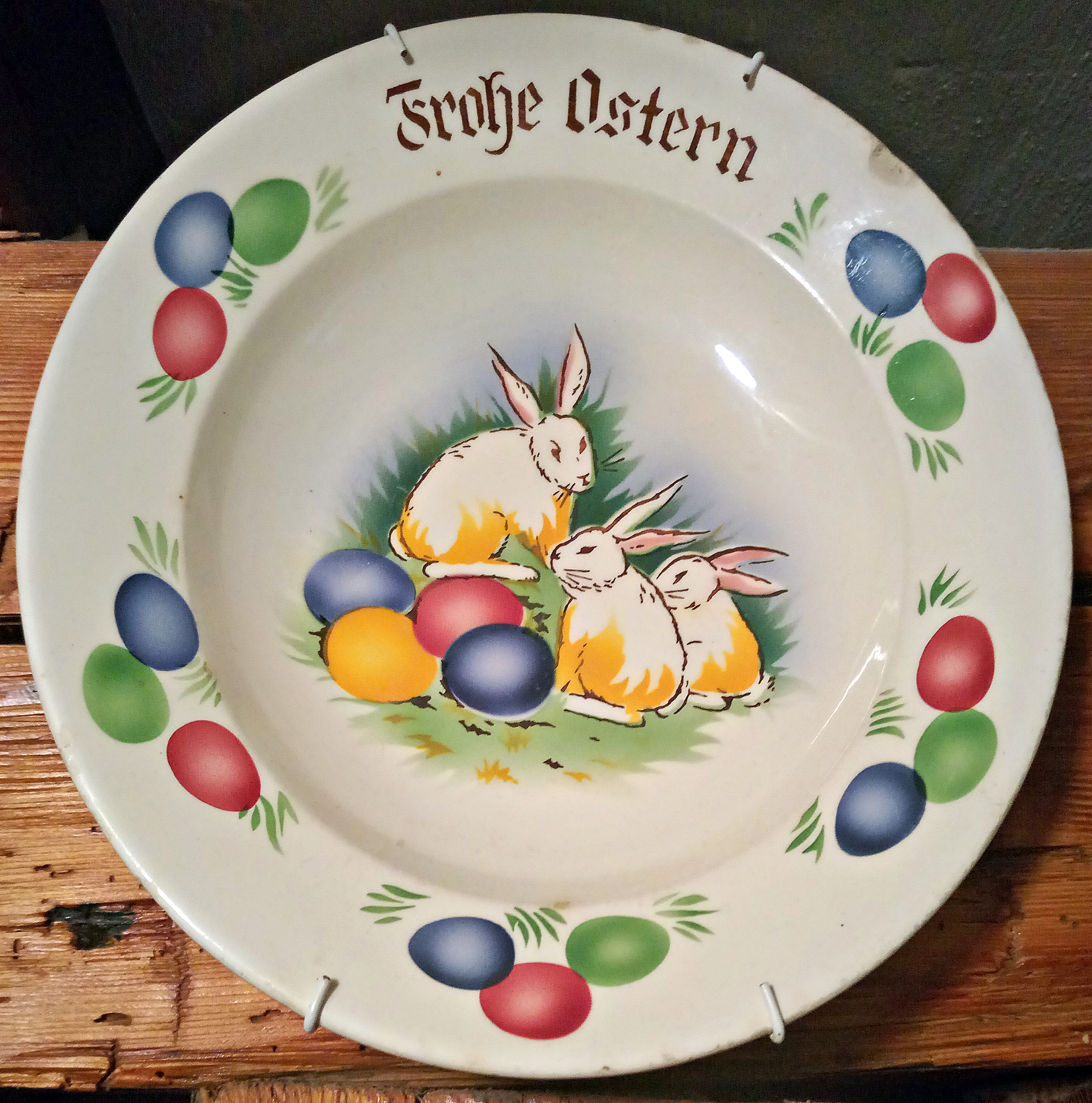
Grünstadter Osterteller
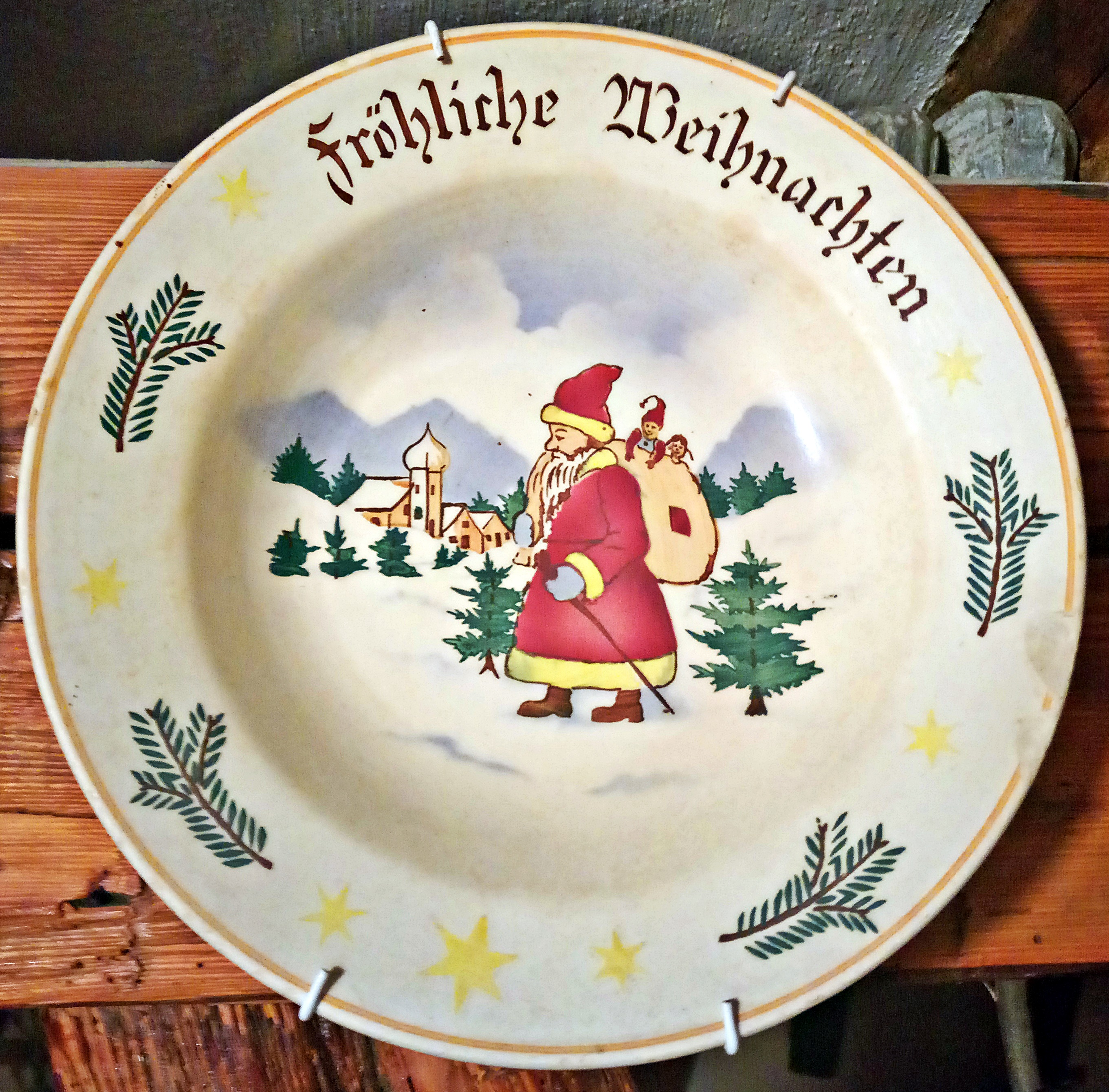
Grünstadter Weihnachtsteller
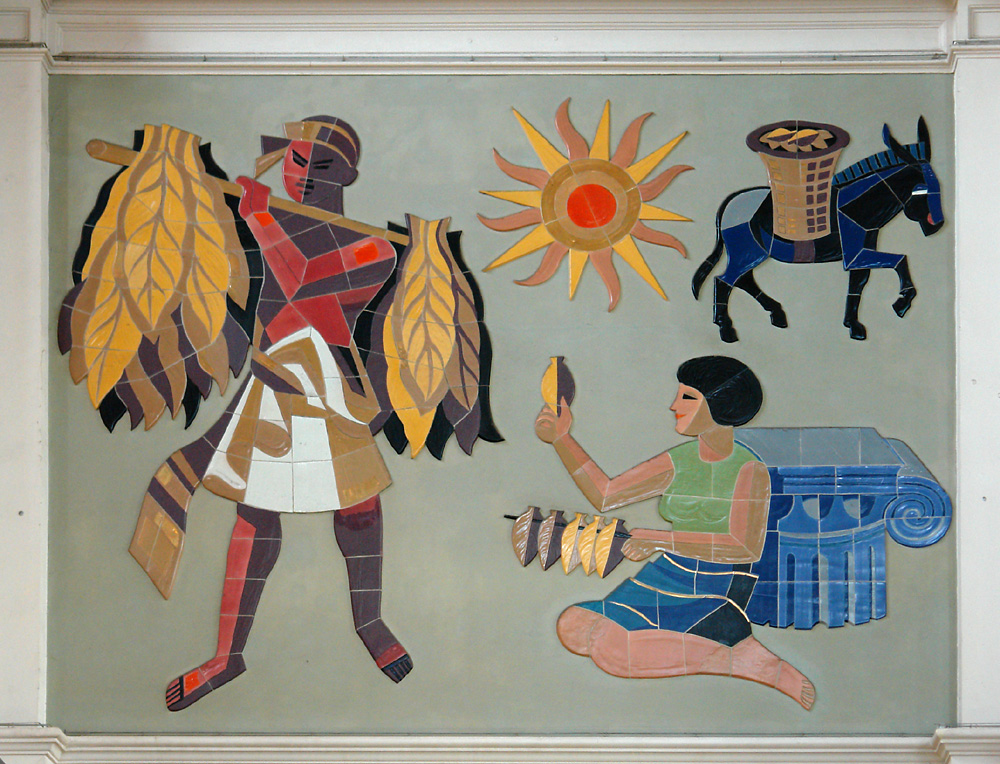
Bremer Reklamebild, linke Seite
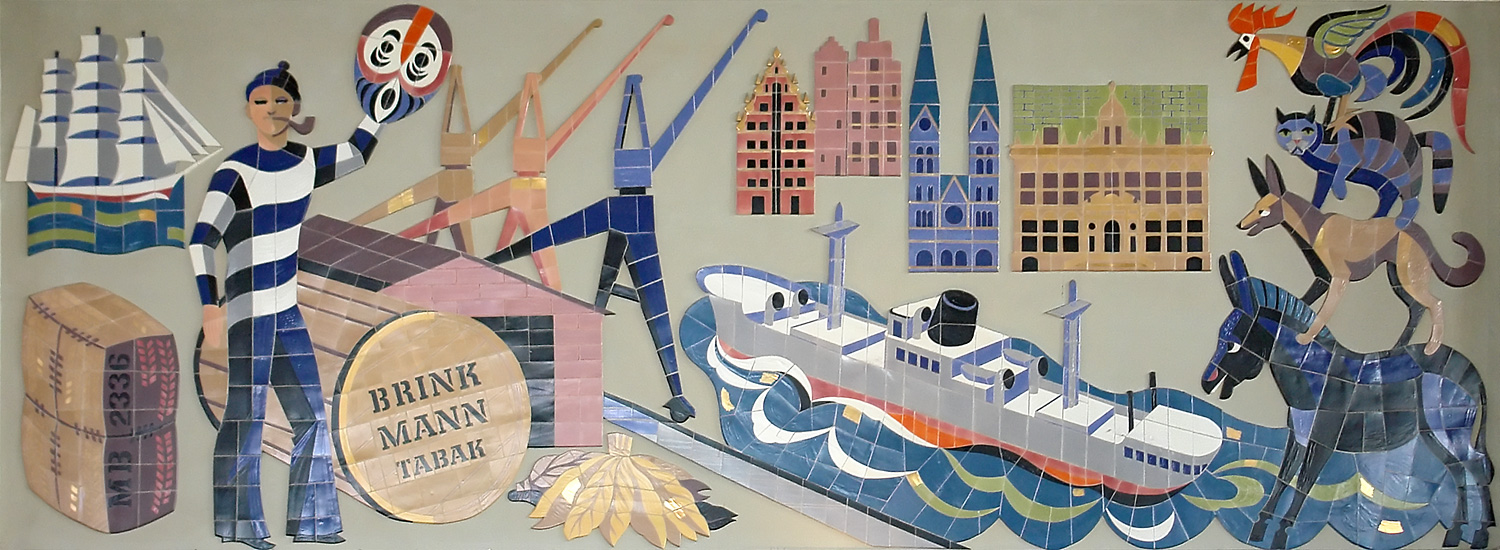
Bremer Reklamebild, Mittelteil
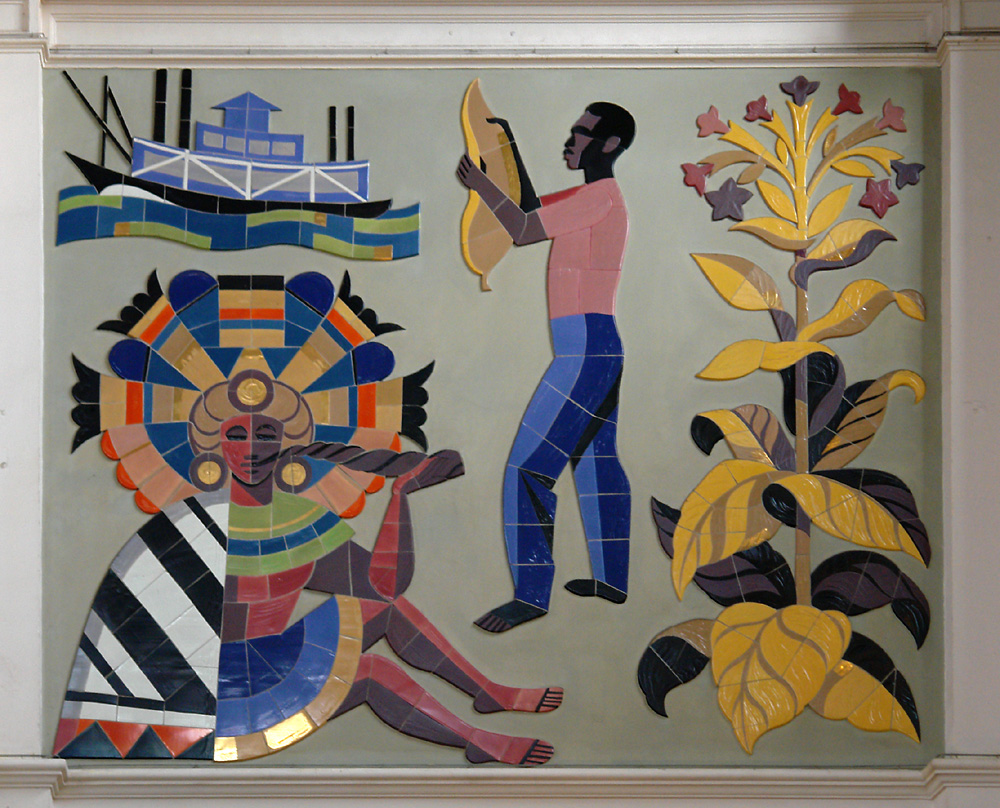
Bremer Reklamebild, rechte Seite

Am 1. April 1973 kaufte Senator Otmar Mayer, Kaufmann in Frankenthal, die Firma; Ende des Jahres zog sie in ihr neues Domizil, Obersülzer Str. 45 um. Man stellte vorwiegend nur noch Dekorfliesen und Andesit-Dämmstoffplatten her. 1978 arbeitete das Unternehmen mit 8 Beschäftigten und ging Ende des Jahres in Konkurs. Am 5. August 1980 erfolgte die Betriebsniederlegung, nach fast 180-jähriger Produktion.
Das Museum im Alten Rathaus Grünstadt besitzt eine umfangreiche Sammlung und Ausstellung von Grünstadter Steingutprodukten.

## Warenkennzeichnung
Die Ware wurde im Laufe der langen Firmengeschichte mit diversen Einpräge- und Aufdruckstempeln gekennzeichnet. Bekanntestes Symbol wurden die grünen und blauen Rundstempel mit einem Weintraubenhängel, die zwischen 1930 und 1953 in Gebrauch waren.

## Galerie

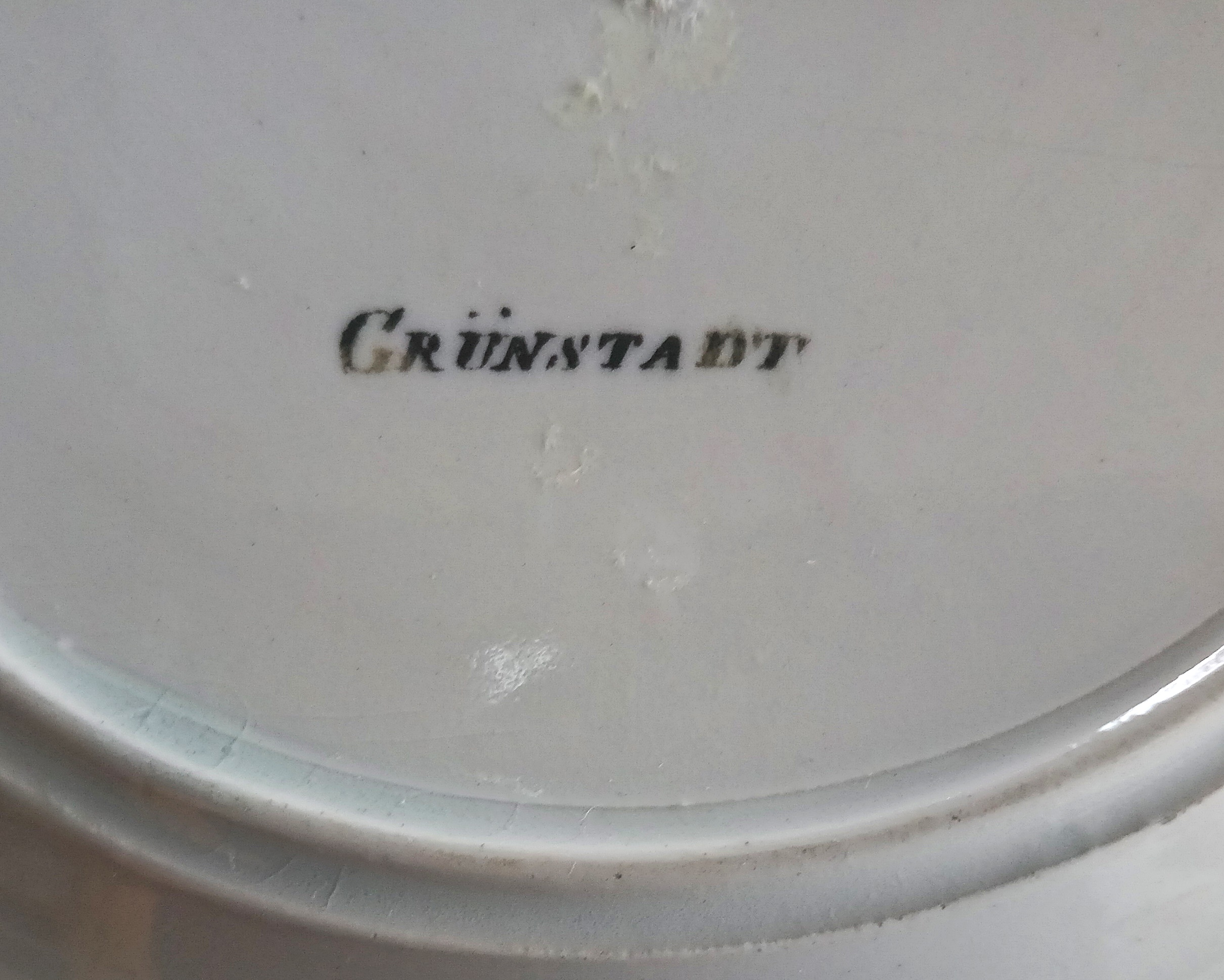
Markenzei- chen um 1860
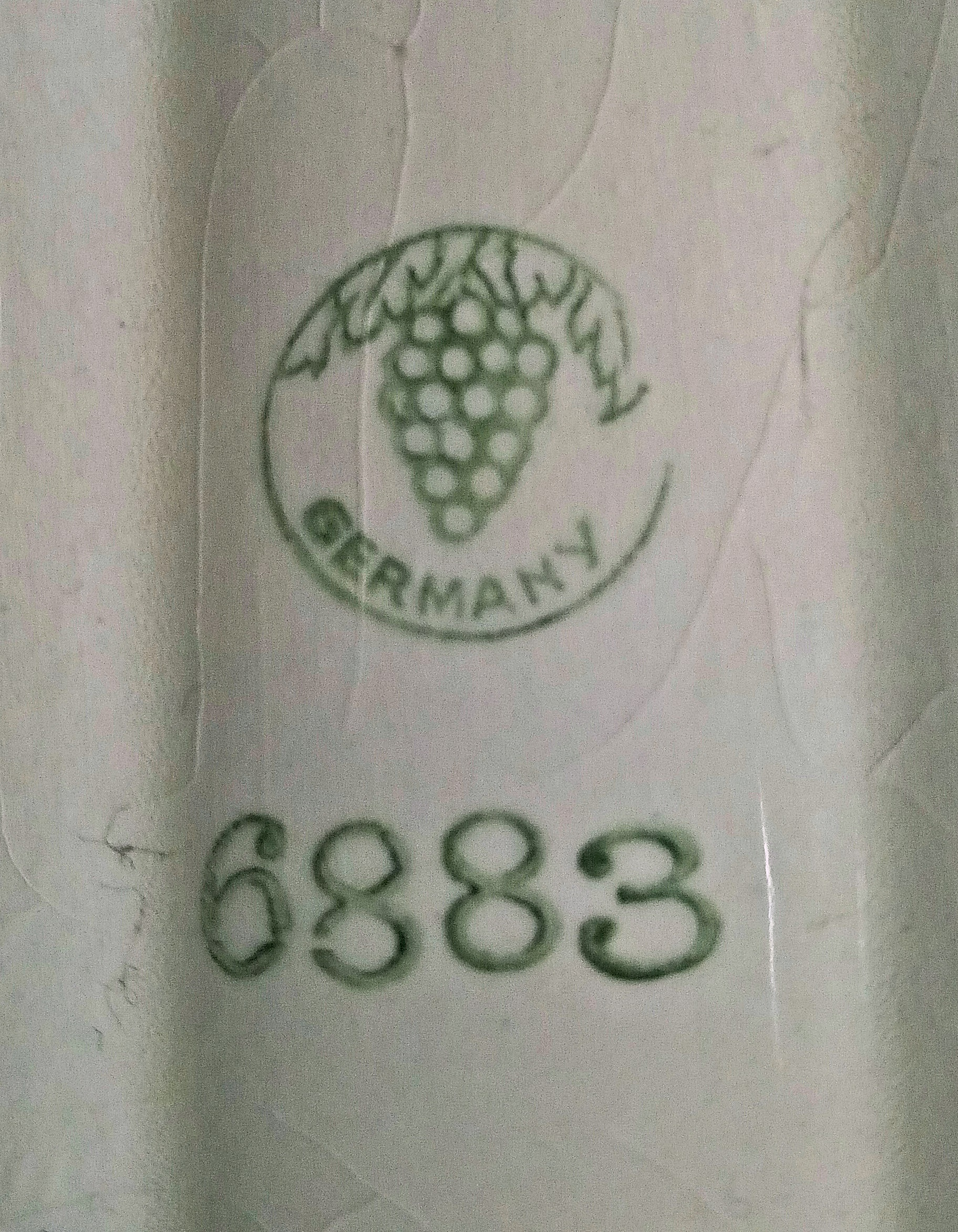
Markenzeichen, 1930er Jahre
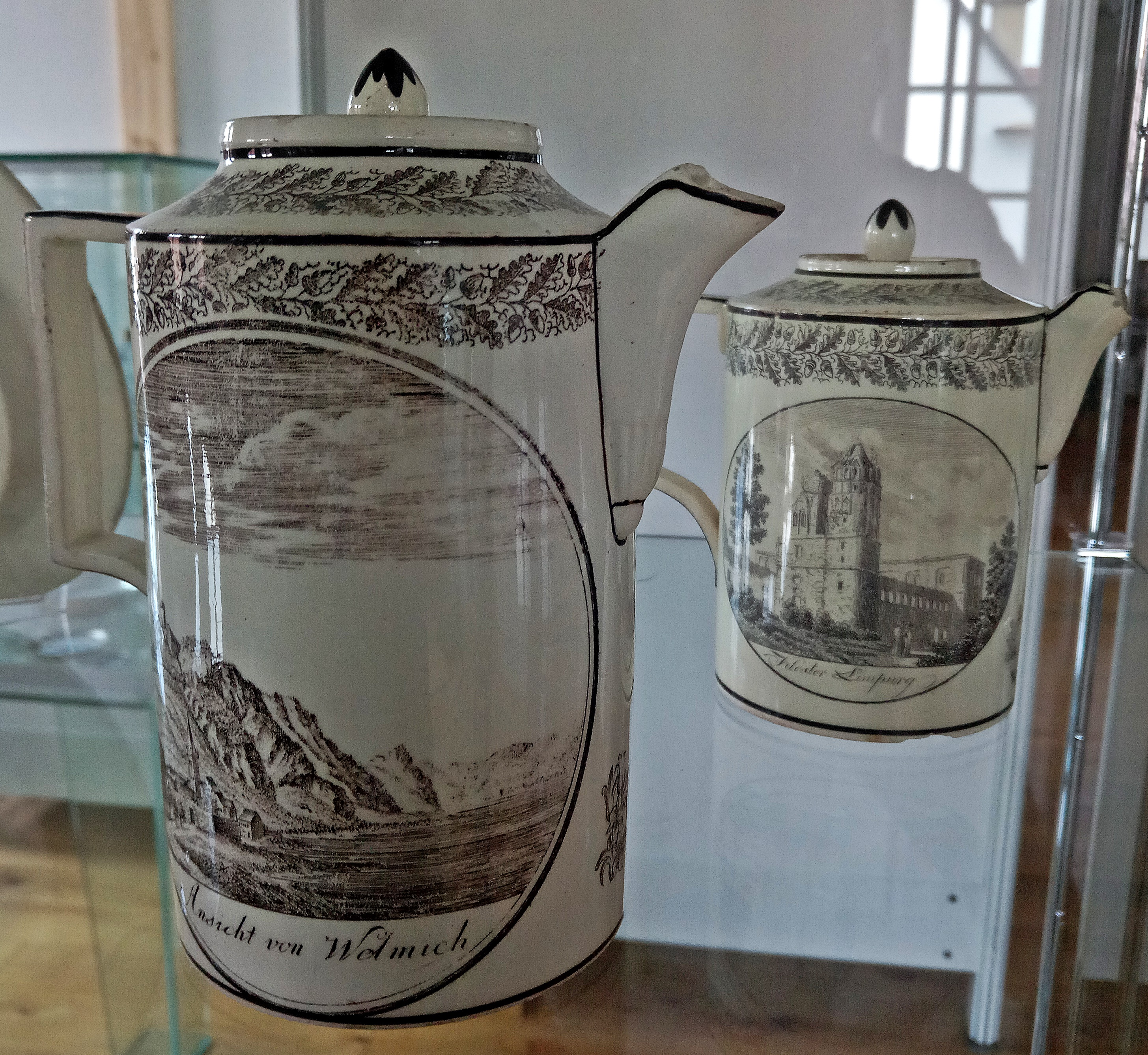
Kaffeekannen, Kupferumdruckverfahren um 1840, Museum Grünstadt
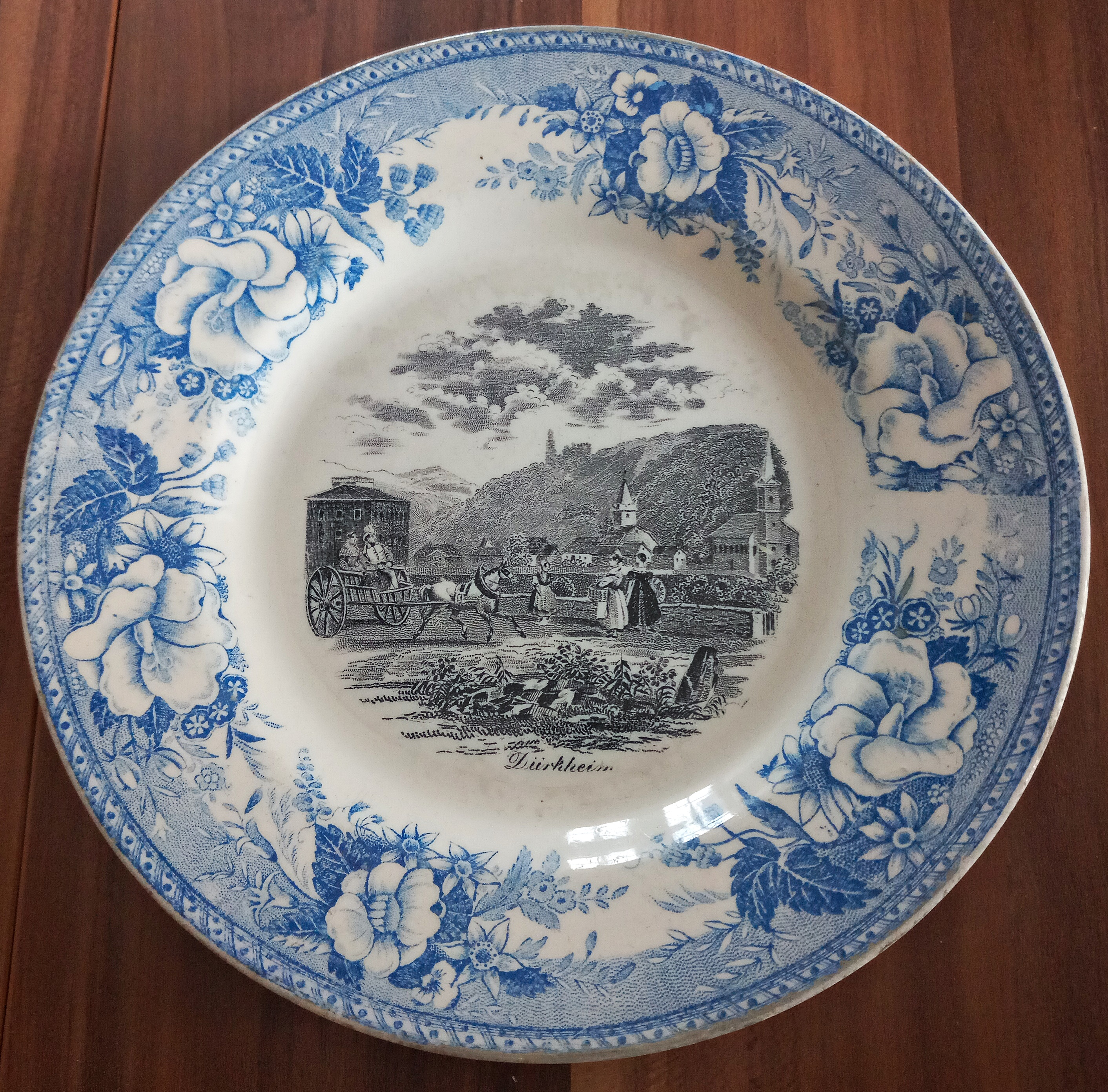
Teller um 1860, Kupferumdruckverfahren mit Ansicht von Bad Dürkheim, Museum Grünstadt
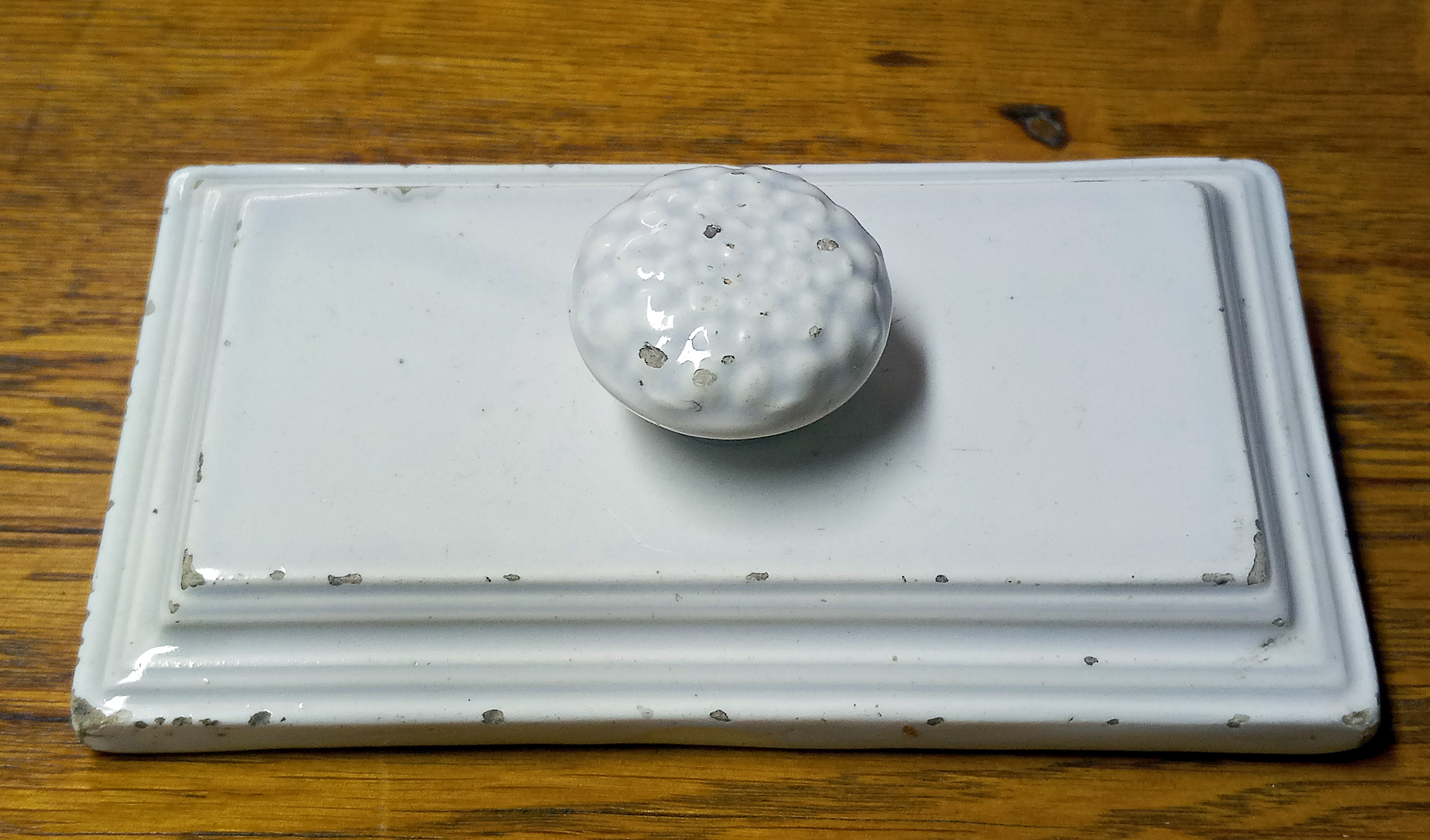
Briefbeschwerer (germarkt "Porcelaine Opaque Grünstadt"), um 1850
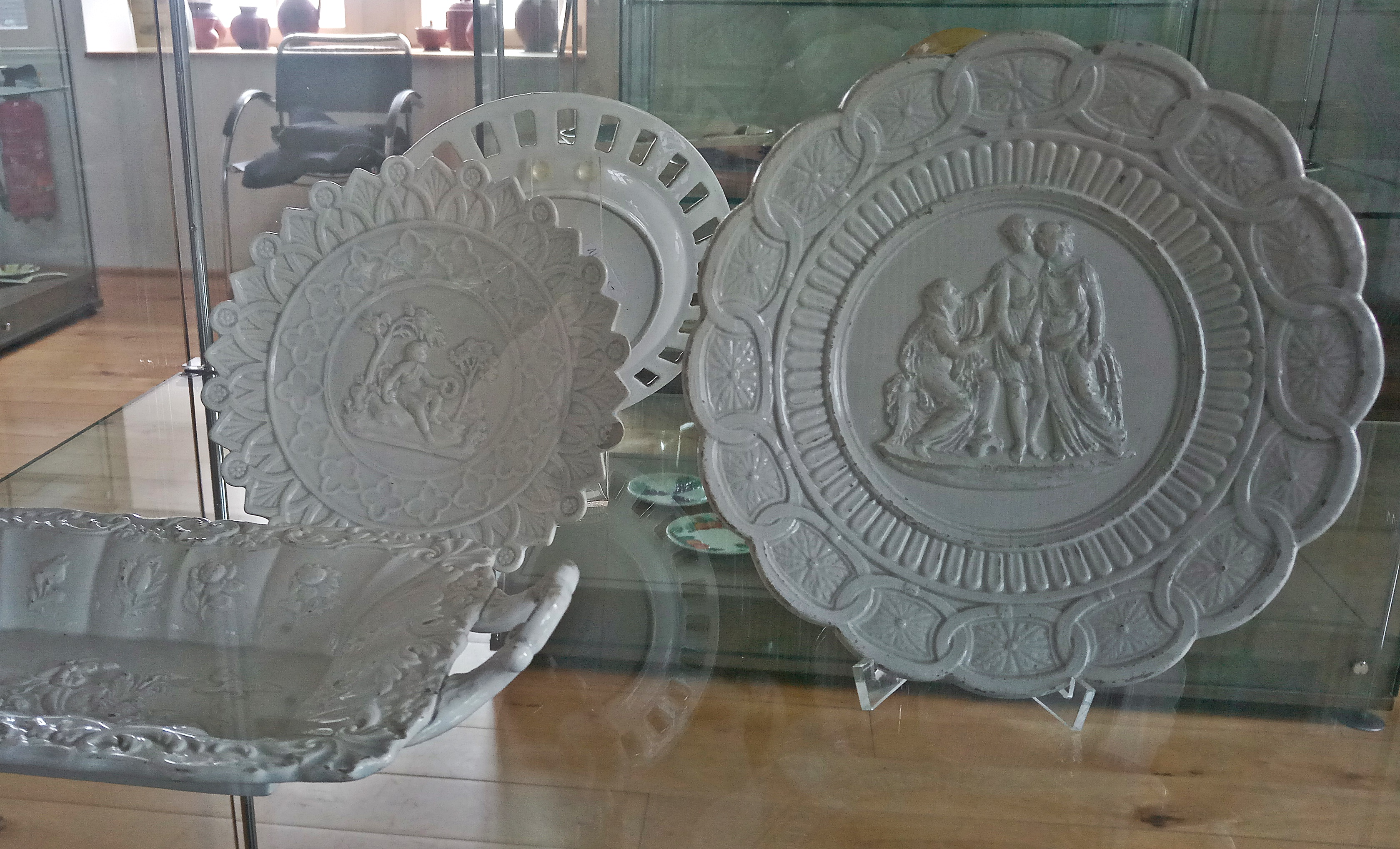
Teller um 1860, Porcelaine Opaque, Museum Grünstadt
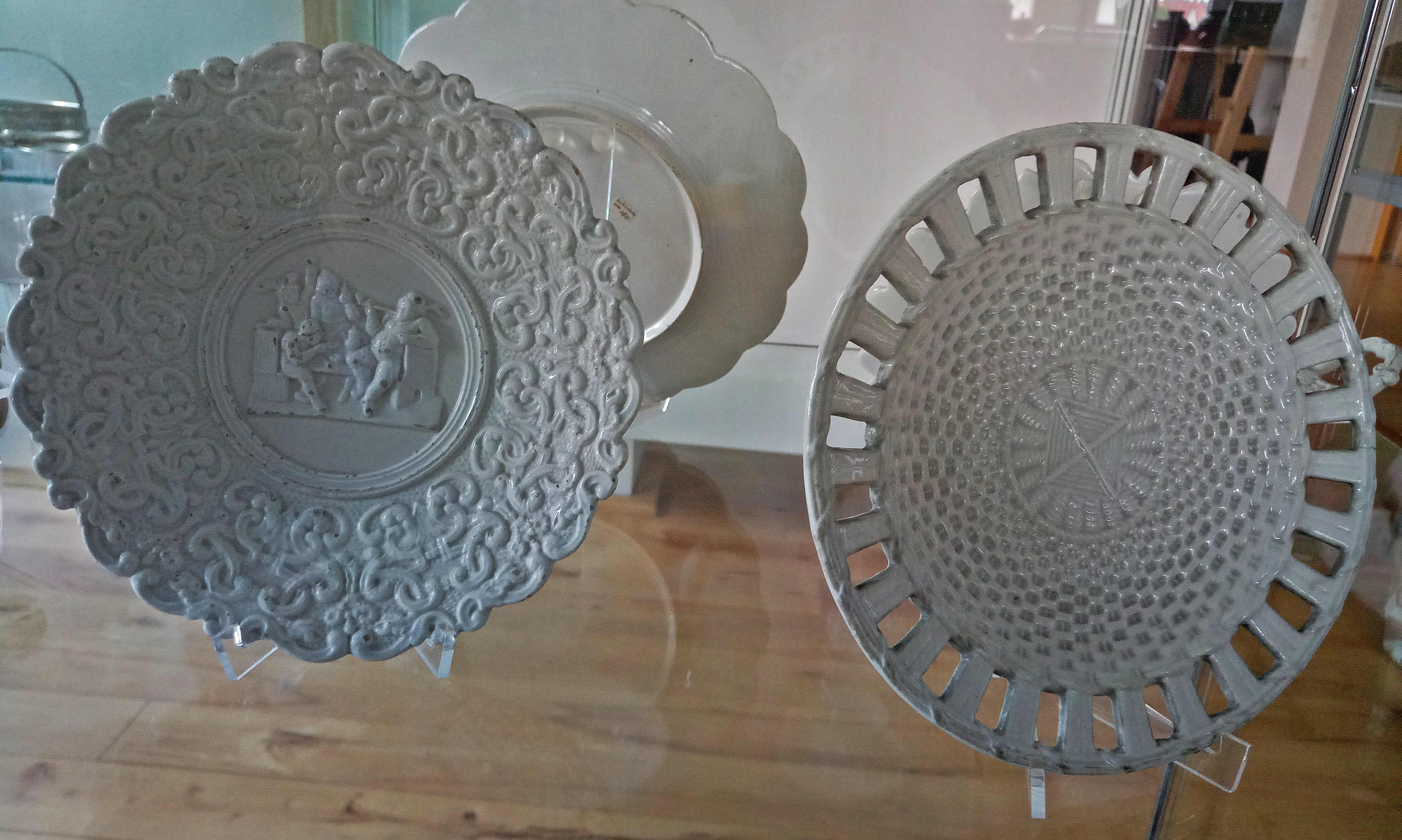
Teller um 1860, Porcelaine Opaque, Museum Grünstadt
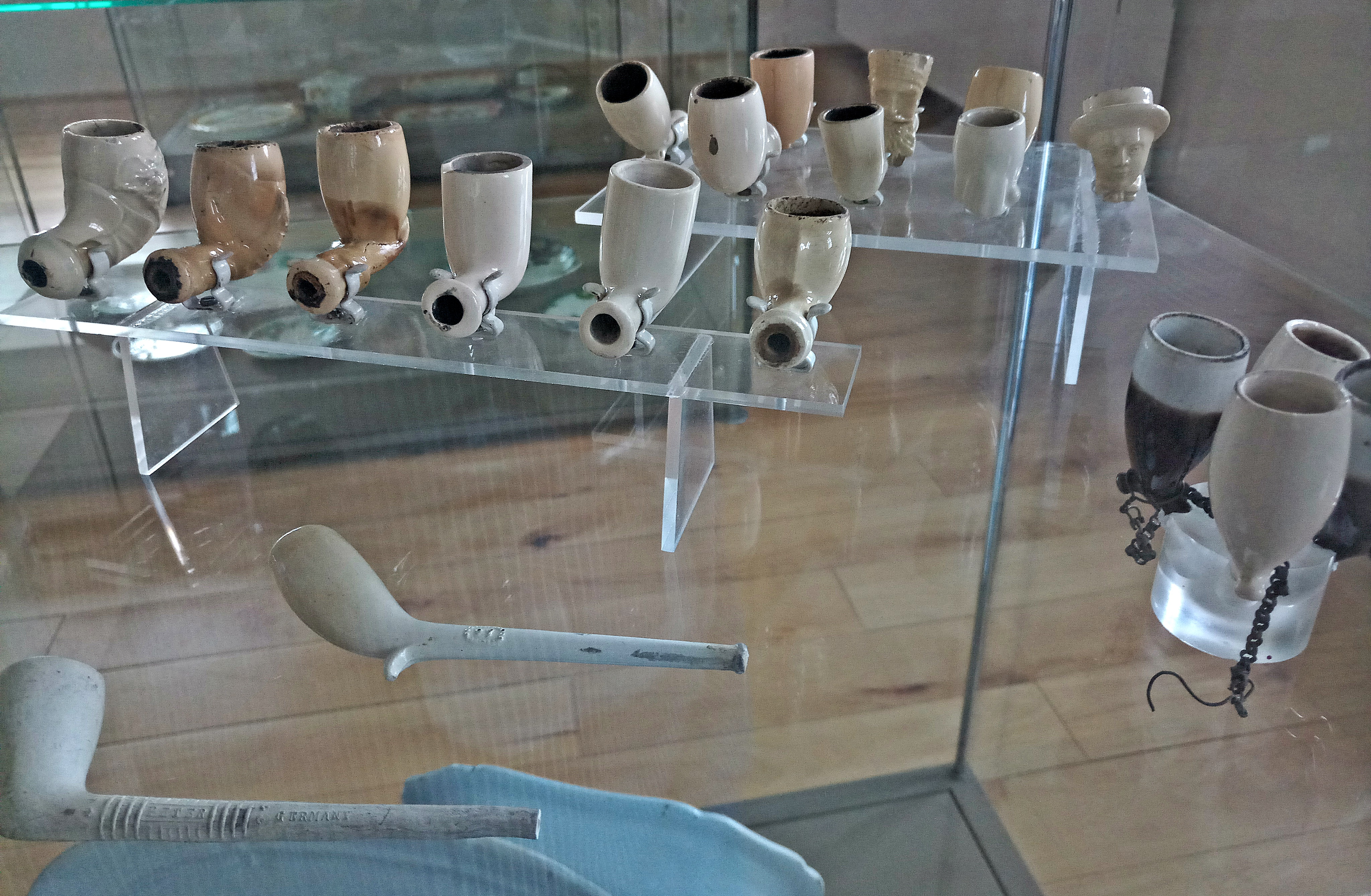
Pfeifen, um 1860, Museum Grünstadt
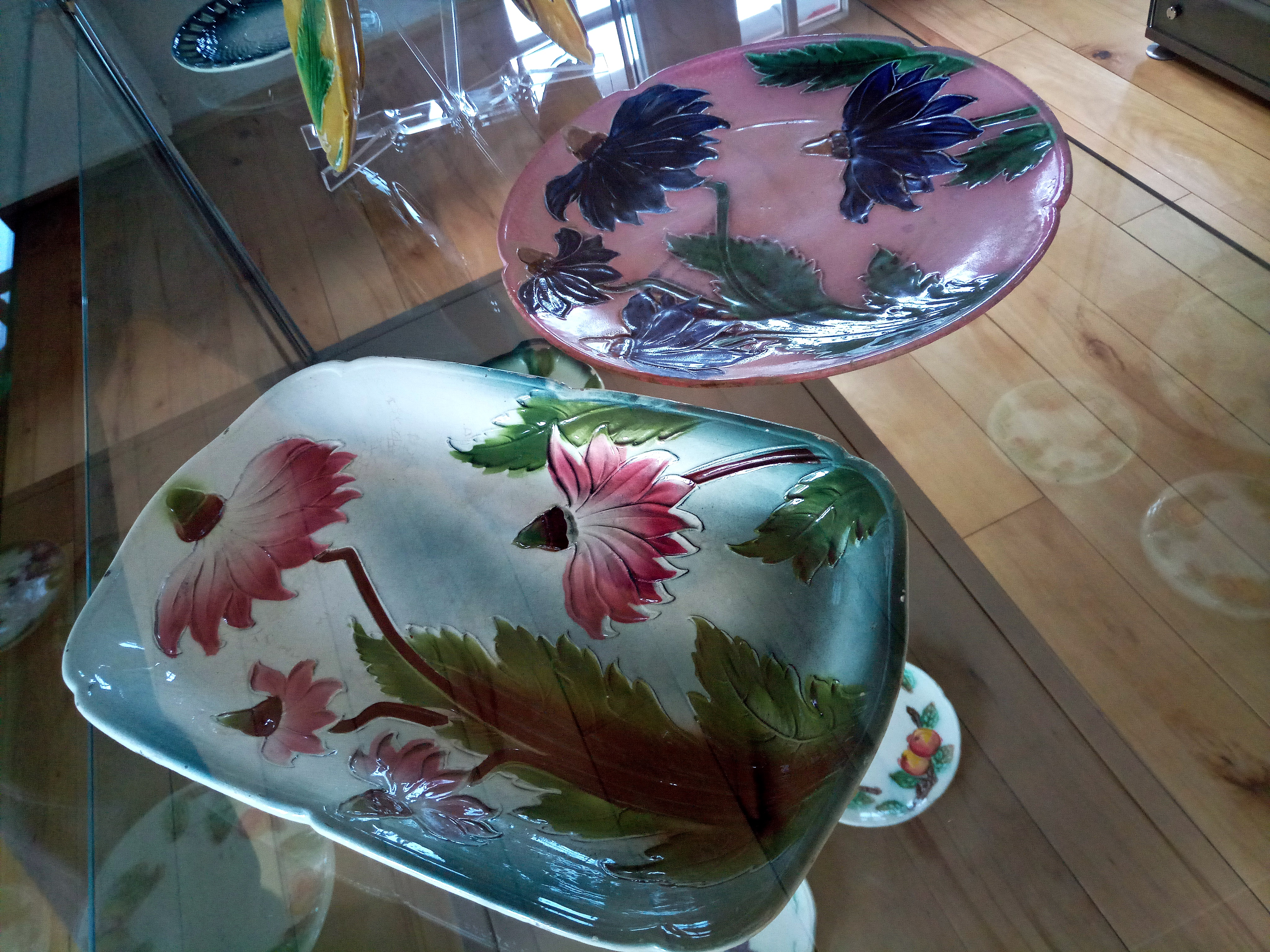
Jugendstilgeschirr, um 1910, Museum Grünstadt
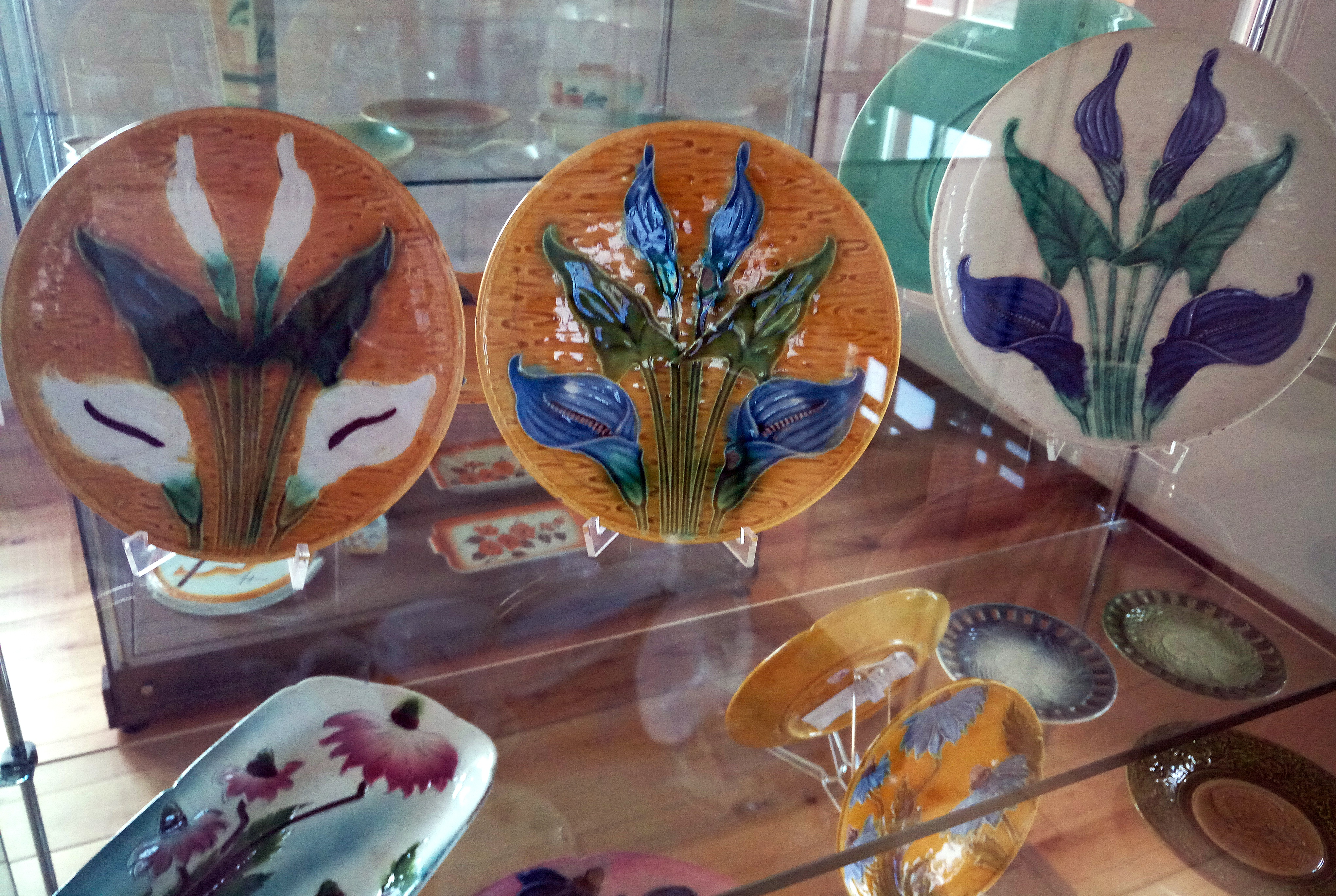
Jugendstilgeschirr, um 1910, Museum Grünstadt
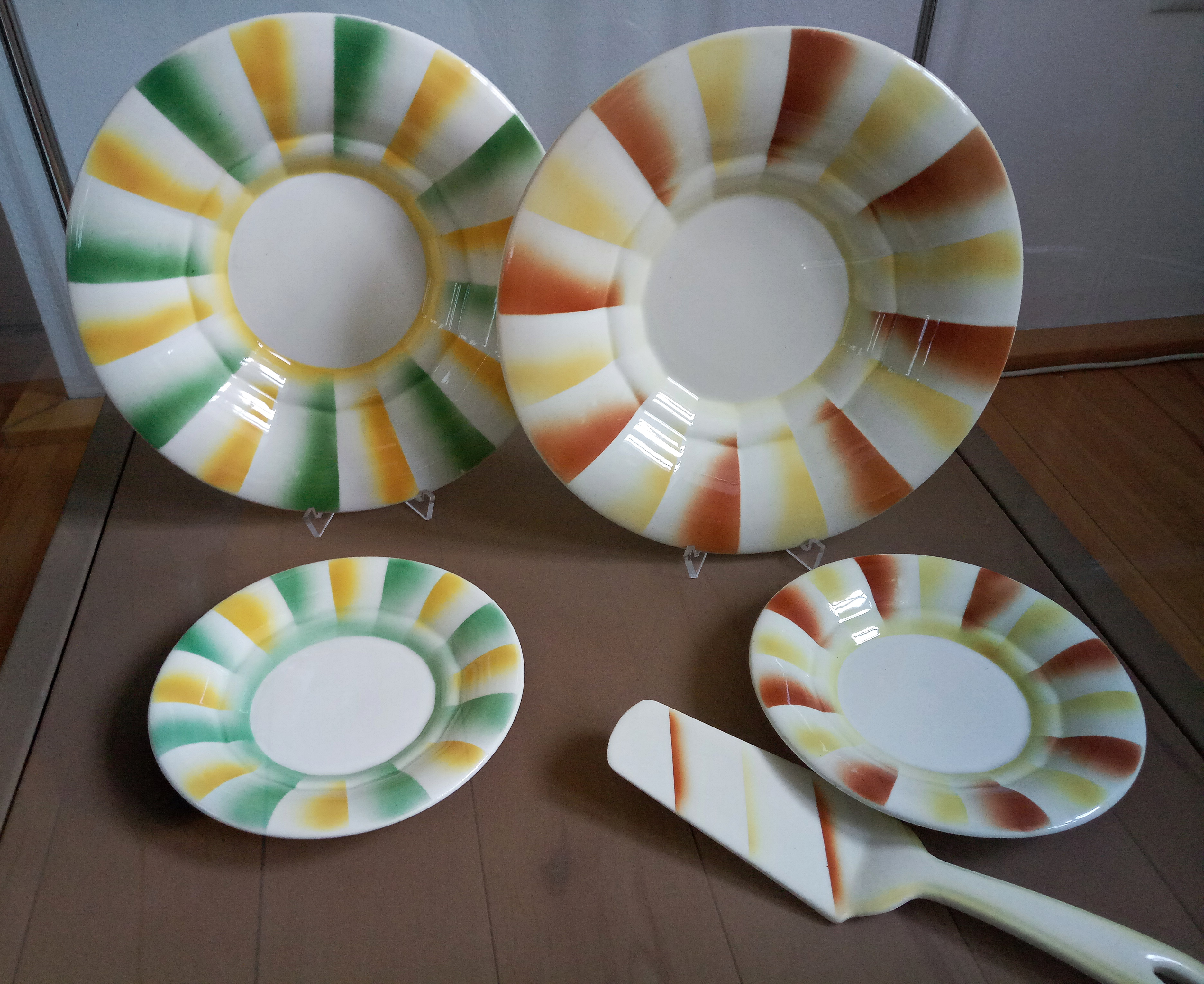
Gebrauchsgeschirr, 1930er Jahre, Museum Grünstadt
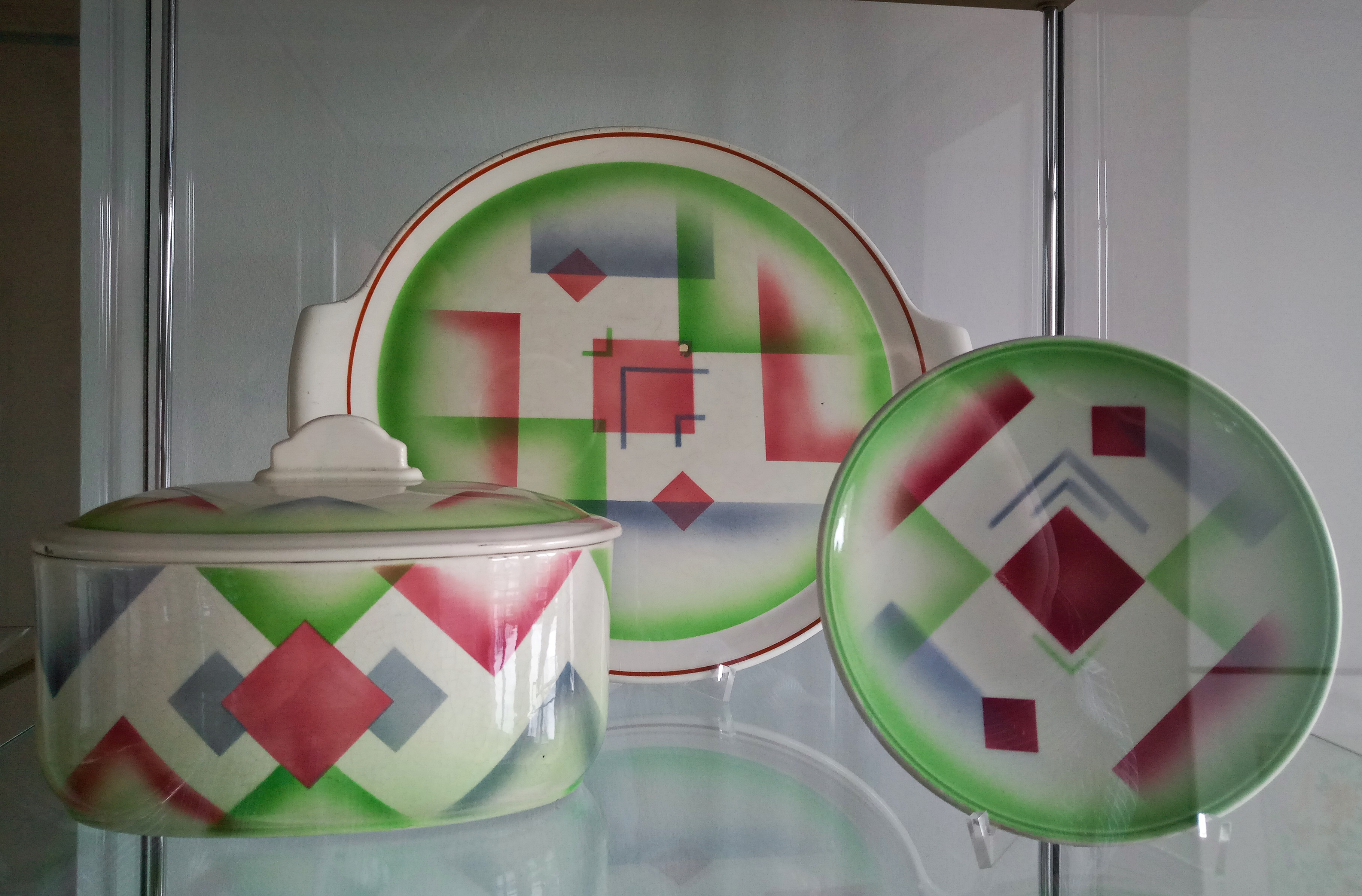
Gebrauchsgeschirr, 1930er Jahre, Museum Grünstadt
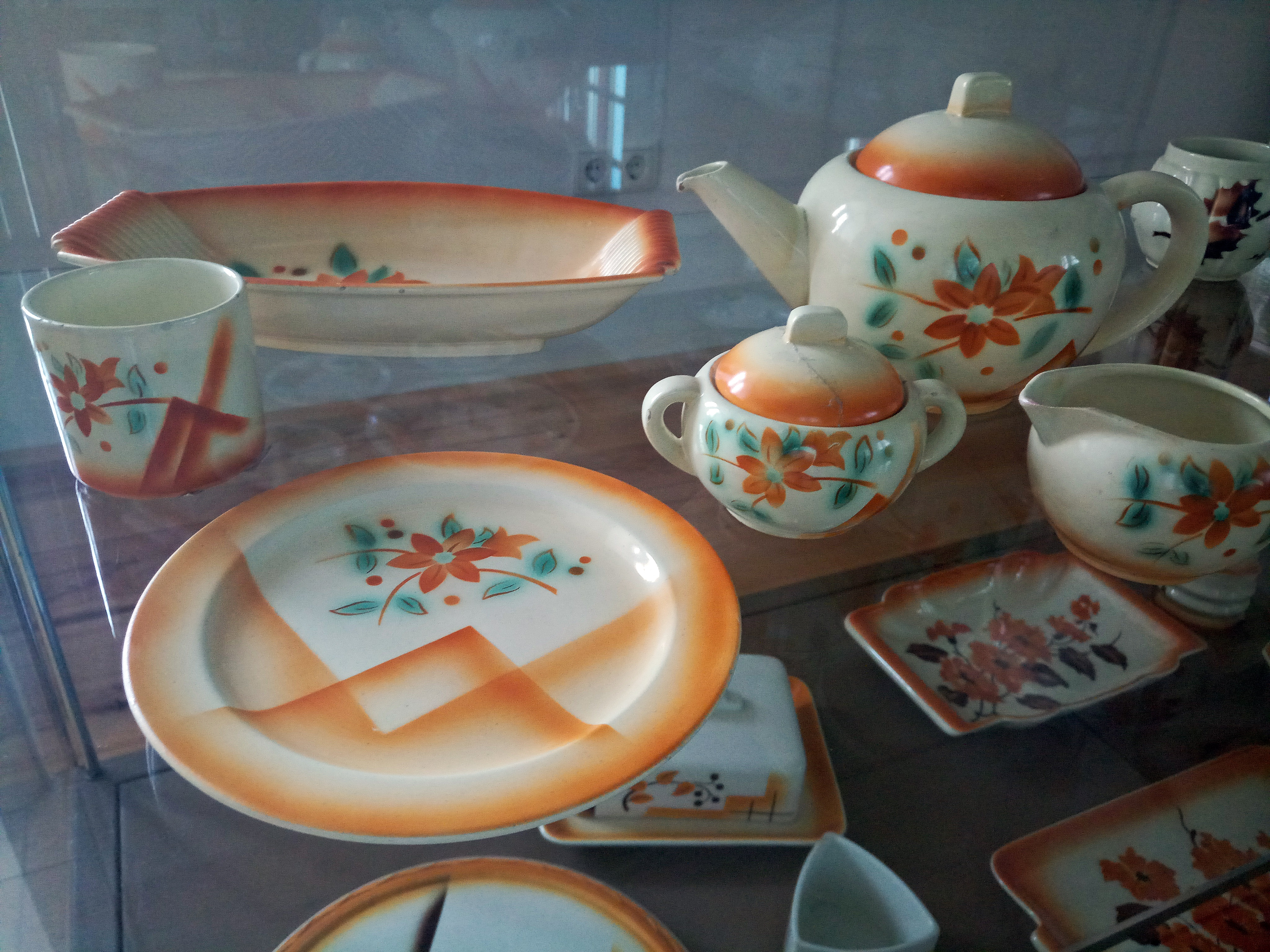
Gebrauchsgeschirr, 1930er Jahre, Museum Grünstadt
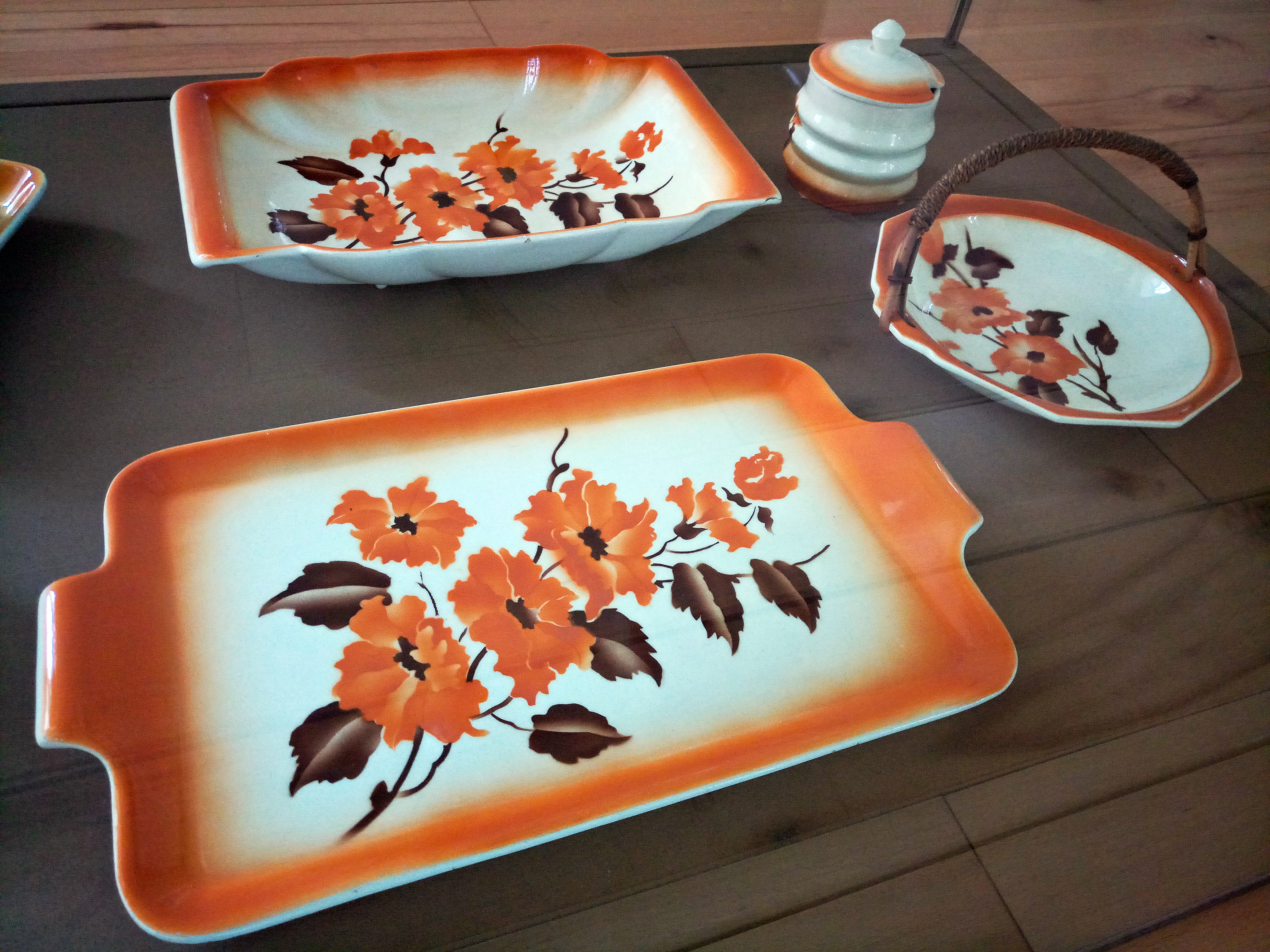
Gebrauchsgeschirr, 1930er Jahre, Museum Grünstadt
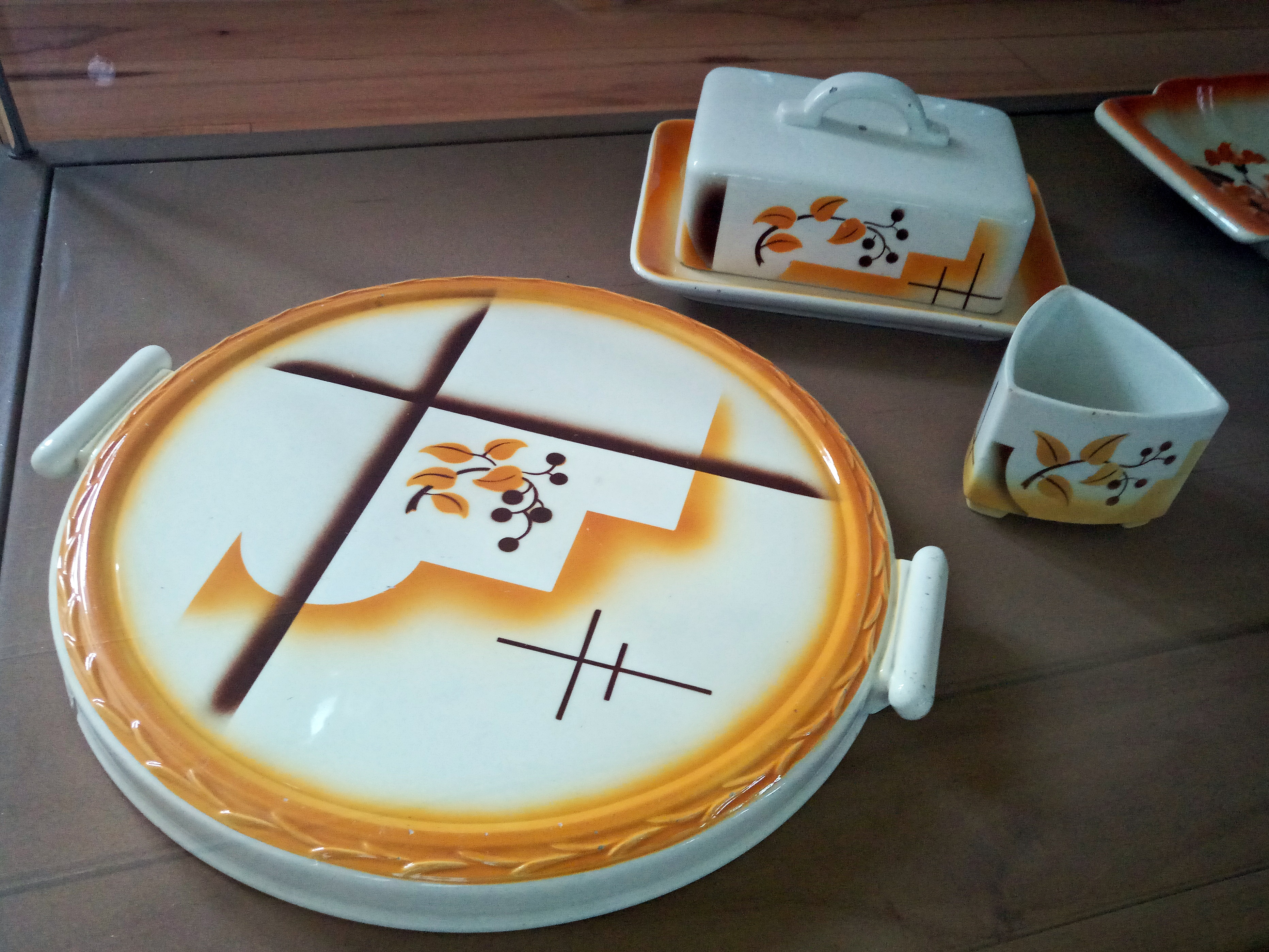
Gebrauchsgeschirr, 1930er Jahre, Museum Grünstadt